# سباق فورمولا 1
سباق جائزة فورمولا واحد الكبرى هي حدث لسباقات السيارات يقام عادةً مدار ثلاثة أيام في نهاية الأسبوع (من الجمعة إلى الأحد)، ويتضمن سلسلة من حصص التجارب والتأهيل تسبق السباق الرئيسي في يوم الأحد. طريقة هيكلة هذه الحصص تغيرت عدة مرات على مدار تاريخ هذه الرياضة. فيما تنص اللوائح على إقامة حصتين للتجارب الحرة يوم الجمعة، وحصة تجارب حرة صباحية ثم بعدها جلسة التأهيل بعد الظهر في يوم السبت، والسباق الرئيسي يُقام بعد ظهر أو مساء يوم الأحد، مع بعض الاستثناءات التاريخية (مثل سباق موناكو) أو الحالية (مثل سباق لاس فيغاس).

## التجارب الحرة
لدى الفرق قيود كبيرة على إجراء التجارب الخاصة على سيارات السباق خارج أوقات فعاليات الجائزة الكبرى. ومنذ عام 2006، تُقام قبل السباق الرئيسي ثلاث حصص للتجارب الحرة (غالبًا ما تُختصر إلى FP1 و FP2 و FP3). تُقام الأولى عادةً صباح يوم الجمعة والثانية بعد ظهر يوم الجمعة، بينما تُقام الحصة الثالثة عادةً صباح يوم السبت. تستغرق كل حصة ساعة واحدة -قبل ذلك، كانت حصص يوم الجمعة تستغرق 90 دقيقة وحصة يوم السبت تستغرق ساعة واحدة- . بعد انتهاء حصة التجارب الحرة الثالثة (صباح السبت) توضع السيارات المشاركة في مرحلة الاغلاق الفني. هذا يعني أن الفرق عليها قيود صارمة على إجراء أي تغييرات على سياراتها بين نهاية التجارب الحرة الثالثة وبين بداية السباق. يُسمح للفرق بإشراك سائق ثالث (ليس أحد السائقين الأساسيين) في حصة التجارب الحرة الأولى يوم الجمعة. يتيح ذلك للفرق تقييم السائقين الشباب أو الاحتياطيين ومنحهم خبرة على حلبة السباق الرسمية. 
في السباقات التي تستضيف صيغة السباق القصير فإنه يكتفى بجلسة تجارب حرة واحدة صباح يوم الجمعة، يقام بعدها تصفيات التأهيل للسباق القصير بعد ظهر يوم الجمعة، بينما يقام السباق القصير عادةً صباح يوم السبت.

## التصفيات التأهيلية
تُقام جلسة تأهيل قبل كل سباق والغرض الأساسي منها هو تحديد ترتيب اصطفاف السيارات على شبكة بداية السباق الرئيسي، حيث السائق الذي يسجل أسرع لفة على مضمار السباق في جلسة التأهيل يحصل على مركز الانطلاق الأول (قطب الإنطلاق)، بينما ينطلق السائق الذي يسجل أبطأ لفة من مؤخرة خط الانطلاق. يسمح للسائقين بإحراء أي عدد من اللفات يرونه مناسبًا خلال الوقت المخصص لكل فترة تأهيل، ولو لم يتمكن السائق من تسجيل أي زمن خلال جلسة التأهيل (لأسباب مثل حادث أو مشكلة ميكانيكية)، فإنه سيُوضع في مؤخرة خط الانطلاق في السباق.
تقام جلسة التأهيل بعد ظهر يوم السبت لمدة ساعة واحدة على ثلاث فترات بنظام "خروج المغلوب"، تبلغ مدة فترة التأهيل الأولى (ت1) ثمانية عشر دقيقة، ويتنافس فيها جميع السيارات. في نهاية التأهيل الأول بمجرد إشهار العلم المتقاطع، يُسمح لأي سائق يحاول تسجيل وقت تأهيل عند انتهاء الفترة بإنهاء لفته ويتم إقصاء أبطأ خمسة سائقين من جولات التأهيل اللاحقة، ويشغلون المراكز من السادس عشر إلى العشرين على شبكة الانطلاق بناءً على الأسرع زمنا.
بعد استراحة قصيرة، تبدأ الفترة الثانية (ت2) (مدتها 15 دقيقة)، بمشاركة خمس عشرة سيارة على الحلبة. في نهايته يتم إقصاء أبطأ خمسة سائقين مرة أخرى، ويشغلون المراكز من الحادي عشر إلى الخامس عشر على شبكة الانطلاق. تليها فترة التأهيل الثالثة (ت3) (مدتها 12 دقيقة) يشارك أسرع عشرة سائقين من الفترة الثانية. ويتاح للسائقين مجموعة جديدة من الإطارات اللينة ولديهم اثنتي عشرة دقيقة لتسجيل زمن التأهيل، والذي سيحدد المراكز العشرة الأولى على شبكة الانطلاق. يُقال عن السائق الذي يسجل أسرع وقت تأهيل بأنه قطب الإنطلاق، وهو مركز الانطلاق الذي يوفر أفضل موقع لبدء السباق.

### تصفيات التأهيل للسباق القصير
اعتبارًا من عام 2023 فصاعدًا تقرر جعل سباقات السرعة حدثًا منفصلاً قائمة بذاته، مُنح سباق السرعة القصير جلسة تأهيل مخصصة بعد ظهر يوم الجمعة، أُطلق عليها اسم "تأهيل السرعة". يكون نظام تأهيل السرعة هو نفسه نظام التأهيل، ولكن على ثلاث مراحل أقصر، حيث تبلغ مدتها 12 دقيقة و 10 دقائق و 8 دقائق، بدلاً من 18 و 15 و 12 دقيقة.

## السباق الرئيسي
الموعد التقليدي لإقامة السباق فورمولا واحد الرئيسي هو بعد ظهر يوم الأحد. ومع ذلك، هناك استثناءات لهذه القاعدة، حيث تقام بعض السباقات في الليل (مثل سباقات سنغافورة والبحرين وقطر ولاس فيغاس والمملكة العربية السعودية)، بينما يمزج سباق أبو ظبي بين سباق يقام في النهار وينتهي في الليل.

### السباق
يسمح للسيارات قبل نصف ساعة من بداية السباق بالخروج إلى الحلبة للقيام بلفات إحماء. يجب على السائقين المرور عبر حظيرة الصيانة بدون التوجه مباشرة إلى مراكزهم على شبكة الانطلاق. بعد هذه اللفات، تعود السيارات وتصطف في مراكزها على شبكة الانطلاق وفقًا لنتائج التأهيل. عند حلول موعد بداية السباق، يضيء الضوء الأخضر إيذانًا ببدء لفة الإحماء. خلال هذه اللفة، يسير جميع السائقين ببطء حول الحلبة لتسخين إطاراتهم بشكل نهائي والتأكد من سلامة أنظمة سياراتهم. بعد انتهاء هذه اللفة، تعود السيارات إلى مراكزها الأصلية على شبكة الانطلاق استعدادًا لبدء السباق من وضع الثبات.
عند اكتمال السيارات على شبكة الانطلاق يضيء نظام أضواء البداية، الذي يتكون من خمسة أزواج من الأضواء مثبتة فوق خط البداية(النهاية)، كل زوج منها بفارق ثانية واحدة. بمجرد إضاءة جميع الأزواج الخمسة، وبعد فترة عشوائية تتراوح بين 0.2 و 3 ثوانٍ، يقوم مدير السباق بإطفاء الأضواء الحمراء، وعند هذه النقطة يبدأ السباق رسميا وتنطلق السيارات لإكمال عدد اللفات المحددة في السباق بأسرع زمن أو إكمال ساعتين من بدء السباق (أيهما أولا).
في السباقات التي تجرى على حلبة جافة، يجب على كل سائق استخدام نوعين مختلفين من الإطارات الجافة التي يوفرها المورد الرسمي (مثلًا، الإطارات اللينة والمتوسطة أو المتوسطة والصلبة). للامتثال لهذه القاعدة، يجب على السائق القيام بتوقف واحد على الأقل في منطقة الصيانة لتغيير الإطارات. تستثنى من هذه القاعدة إذا بدأت ظروف الحلبة مبللة واختار السائقون استخدام إطارات مخصصة للأجواء الرطبة (إطارات متوسطة أو مبللة بالكامل)، فإن قاعدة استخدام نوعين مختلفين من الإطارات الجافة لا تنطبق في حال استمرار الأجواء المبللة.
بعد انتهاء السباق، يتوجه السائقون الثلاثة الأوائل (أسرع زمن) إلى منصة التتويج. هناك يقفون بينما يُشغل النشيد الوطني لدولة السائق الذي فاز بالسباق، بالإضافة إلى النشيد الوطني لدولة الفريق الذي ينتمي إليه هذا السائق.

### النقاط
تُمنح النقاط للسائقين والفرق بناءً على مراكزهم في نهاية السباق. يحصل الفائز على 25 نقطة، وصاحب المركز الثاني على 18 نقطة وهكذا للمراكز من الثالث حتى العاشر على التوالي. وفقا للنظام التالي:
| السباق         | نسبة لفات السباق | المركز (النقاط) | المركز (النقاط) | المركز (النقاط) | المركز (النقاط) | المركز (النقاط) | المركز (النقاط) | المركز (النقاط) | المركز (النقاط) | المركز (النقاط) | المركز (النقاط) |
| السباق         | نسبة لفات السباق | 1               | 2               | 3               | 4               | 5               | 6               | 7               | 8               | 9               | 10              |
| -------------- | ---------------- | --------------- | --------------- | --------------- | --------------- | --------------- | --------------- | --------------- | --------------- | --------------- | --------------- |
| السباق الرئيسي | 75% – 100%       | 25              | 18              | 15              | 12              | 10              | 8               | 6               | 4               | 2               | 1               |
| السباق الرئيسي | 50% – 75%        | 19              | 14              | 12              | 10              | 8               | 6               | 4               | 3               | 2               | 1               |
| السباق الرئيسي | 25% – 50%        | 13              | 10              | 8               | 6               | 5               | 4               | 3               | 2               | 1               | بدون            |
| السباق الرئيسي | لفتين – 25%      | 6               | 4               | 3               | 2               | 1               | بدون            | بدون            | بدون            | بدون            | بدون            |
| السباق الرئيسي | أقل من لفتين     | بدون            | بدون            | بدون            | بدون            | بدون            | بدون            | بدون            | بدون            | بدون            | بدون            |
| السباق القصير  |                  | 8               | 7               | 6               | 5               | 4               | 3               | 2               | 1               | بدون            | بدون            |